# Помпея из Думнонии

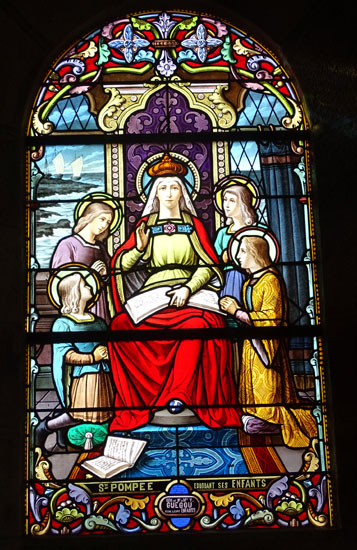
Святая Помпея. Храм в Трезени (Trézény)

Помпея (лат.: Alma Pompeia, брет.: Koupaia, фр.:Pompée; VI век) — святая из Думнонии. День памяти — 2 января.

## Биография
Святая Помпея, известная также как Аспазия (Aspasie), была родом с Британских островов. Она эмигрировала в Арморику в VI веке.
Дочь короля Евсевия и святой Ландуанны (Sainte Landouenne), святая Помпея вышла замуж за правившего в Арморике Хоэля Великого. Вскоре после этого фризы, союзники франков, в 509 году вторглись в Арморику, захватили её, а затем изгнали местных князей и лордов. Эти события заставили короля Хоэля с семьёй переправиться через море, чтобы укрыться на Британских островах.
Четыре года спустя Хоэль снова высадился на континент и вернул себе своё королевство. Однако только после его кончины в 545 году святая Помпея и её дочь святая Сева Бретонская вернулись в Арморику из изгнания, сопровождая сына короля Хоэля святого Тудвала.
Помпея поселилась рядом с основанным Тудвалом монастырём Трегьё и умерла в том самом месте, где сегодня возвышается церковь Лангоата. В этом храме находятся мощи святой, и для них сооружена усыпальница.

## Потомки
У святой Помпеи и Хоэля Великого было семеро детей, среди которых:
- Хоэль II[фр.], король Бретани.
- святой Тудвал, один из семи святых основателей Бретани.
- святая Сева Бретонская.
- святой Люнэр .

## Святая Помпея в современной Бретани
Известны следующие места почитания святой Помпеи:
- В Лангоате имеется храм святой Помпеи в виде латинского креста, а также усыпальница святой и барельефы с сюжетами её жития. Также имеются статуи святой Помпеи, её сыновей, святого Тудвала и святого Люнэра, и её дочери святой Севы[3].
- В Сант-Севе, в храме святой Севы, имеется статуя святой Помпеи. Также имеется местечко, называемое Требомпе (Trébompé), носящее, вероятно, её имя в искажённом виде.